# Cladonia ibitipocae
Cladonia ibitipocae är en lavart som beskrevs av Ahti & S. Stenroos. Cladonia ibitipocae ingår i släktet Cladonia och familjen Cladoniaceae.   Inga underarter finns listade i Catalogue of Life.